# Schnaus
Schnaus is een plaats en voormalige gemeente in het Zwitserse kanton Graubünden, behorend tot de gemeente Ilanz/Glion. Het telde eind 2013 als afzonderlijke gemeente 123 inwoners. In 2014 hield de gemeente Schnaus op te bestaan.
- Historisch woordenboek van Zwitserland: 001446
- Historical Dictionary of Switzerland#Lexicon_Istoric_Retic: 2692
- Virtual International Authority File: 244772584
- WorldCat: E39PBJpJfqkWdGmk8RGytKRFrq